# Rulla von Bettingbühren
Die Rulla von Bettingbühren, auch Rolle von Bettingbühren, ist einer von über 80 überlieferten Oldenburger Bauerbriefen. Sie datiert aus dem Jahr 1586.

## Register der Bettingbührener Bauerrolle
Die 33 Kapitel des Bauerbriefs tragen folgende Titel:
- Das Bauerrecht
- Was St. Peter die Bauerrolle vermeldet
- Von der Kündigung der Bauerschwaren
- Vom Bauerbier
- Von den Fremden im Bauerbier
- Vom überflüssigen Biergießen
- Von denen, die dem Baur nicht folgen können oder noch zu jung sind
- Vom Stockwegnehmen
- Von den Wegen und Stegen
- Von den Helmern und Kürgräben
- Von den Helmern, Schlägen und Gräben
- Von den Brücken über die Gräben
- Vom Brückenaufnehmen
- Vom Streit
- Von der Deichbetreibung
- Von den Gräben, wenn sie einander zu nahe kommen
- Von den Stoppeln oder Weiden
- Von wegen der Schweine oder Pferde
- Vom ins Wort fallen
- Von der Kündigung zum Bauerbier
- Von den Bauerbrüchen
- Vom Vertrinken der Brüche
- Von den Hocken oder Garben
- Von der Mannzahl zu rechter Zeit
- Von den Wilgen abzuhauer
- Von den Evern oder Bullen
- Von den Häuslingen
- Von den außen Dörfer Köter zu setzen
- Vom Nichtweggeben der Garben im Felde
- Von den Gänsen
- Von den Scheltwörtern
- Von der Verwahrung der Rolle beim Bauermeister
- Vom Biertrinken

### Textbeispiel aus der Bettingbührener Bauerrolle
„So soll auch jedermann aus unsern Bauren, deßgleichen Hausgesinde, die Pferde, Hornvieh, Schweine, Gänse und dergleichen aus der Weide holen oder hinbringen wollte, oder solche Wege gebrauchen, derselbe soll der Gemeinde, wie auch seine eigenen Brücken. Hecken, Schlagbäume oder dergleichen wieder zumachen, daß derwegen nicht von seinem oder Eines anderen Guth niemend ein Schade geschehe. Würde auch hierüber einer oder mehr befunden, der soll den Schaden, so davon gekommen belegen, oder würde auch niemand davon Schaden geschehen, soll er gleichweiße in Vier grote Brüche verfallen seyn.“